# アイエックス・ナレッジ
アイエックス・ナレッジ株式会社（英: IX Knowledge Incorporated）は、日本の独立系準大手情報システム会社（SIer）。

## 概要
1999年10月に、日本ナレッジインダストリ（Japan Knowledge Industry ; JKI）とアイエックス（IX）が合併して発足した。存続会社はJKIで、1979年6月22日はJKIの会社設立日。
略称は、IX Knowledge Inc.より「IKI」。これは、企業理念として掲げる「Information(Technology) & Knowledge Innovation （情報技術と知恵による変革）」ともリンクする。
金融・通信など 多岐にわたる業種の、設計から構築・運用・保守までの、システム受託開発を主業務とする。その他、調査・研究・コンサルティング等も手掛ける。
主要取引先は、KDDI、NTTデータ、NEC、日立製作所 ほか。

## 沿革
- 1964年（昭和39年）7月 - 株式会社データプロセスコンサルタント設立。
- 1979年（昭和54年）6月 - 日本ナレッジインダストリ株式会社設立。
- 1988年（昭和63年）5月 - 日本ナレッジインダストリ株式会社が株式店頭登録（後のジャスダック）。
- 1990年（平成2年） - 株式会社データプロセスコンサルタントが株式会社アイエックスに商号変更。
- 1991年（平成3年） - 株式会社アイエックスが株式店頭登録（後のジャスダック）。
- 1999年（平成11年）10月 - 日本ナレッジインダストリを存続会社として、アイエックスと合併。アイエックス・ナレッジ株式会社に商号変更。
- 2003年（平成15年）
  - 7月 - 完全子会社として株式会社IKIアットラーニングを設立。
  - 12月 - 完全子会社としてアイ・ティ・ジャパン株式会社を設立。
- 2006年（平成18年）2月 - アイケーネット株式会社の株式を取得し子会社化。
- 2007年（平成19年）4月 - アイ・ティ・ジャパン株式会社がときわ情報株式会社を吸収合併し、株式会社アイエックスときわテクノロジーに商号変更。
- 2009年（平成21年）10月 - 株式会社アイエックスときわテクノロジーを吸収合併。
- 2010年（平成22年）9月 - 完全子会社として大連愛凱系統集成有限公司（大連IKI）を設立。
- 2013年（平成25年）4月 - アイケーネット株式会社の全株式を譲渡。株式会社IKIアットラーニングの全事業を譲受。
- 2016年（平成28年）11月 - 大連IKIの出資持分の全てを譲渡。
- 2019年（令和元年）10月 - アイエックス・ナレッジ株式会社誕生から20周年

## 加盟団体
- 情報サービス産業協会（JISA）
- 日本情報システム・ユーザー協会（JUAS）
- 日本情報経済社会推進協会（JIPDEC）
- ITコーディネーター協会
- 東京商工会議所

など